# Оператор углового момента
Опера́тор углово́го моме́нта — один из нескольких операторов в квантовой механике, выступающих аналогом классическому угловому моменту. Оператор углового момента играет центральную роль в атомной теории, молекулярной физике и других связанных с вращательной симметрией квантовых задачах. Этот оператор применяется для математического представления физического состояния системы и задаёт значение углового момента, если состояние имеет для него определённое значение. Как в классической, так и в квантовой механике угловой момент (вместе с линейным импульсом и энергией) является одним из трёх фундаментальных свойств движения.
Существует несколько операторов углового момента: полный угловой момент (обычно обозначается как J), орбитальный угловой момент (обычно обозначается как L) и спиновый угловой момент (для краткости спин, но обычно обозначается как S). Термин оператор углового момента может относиться либо к полному, либо к орбитальному угловому моменту. Полный угловой момент всегда сохраняется согласно теореме Нётер.

## Обзор

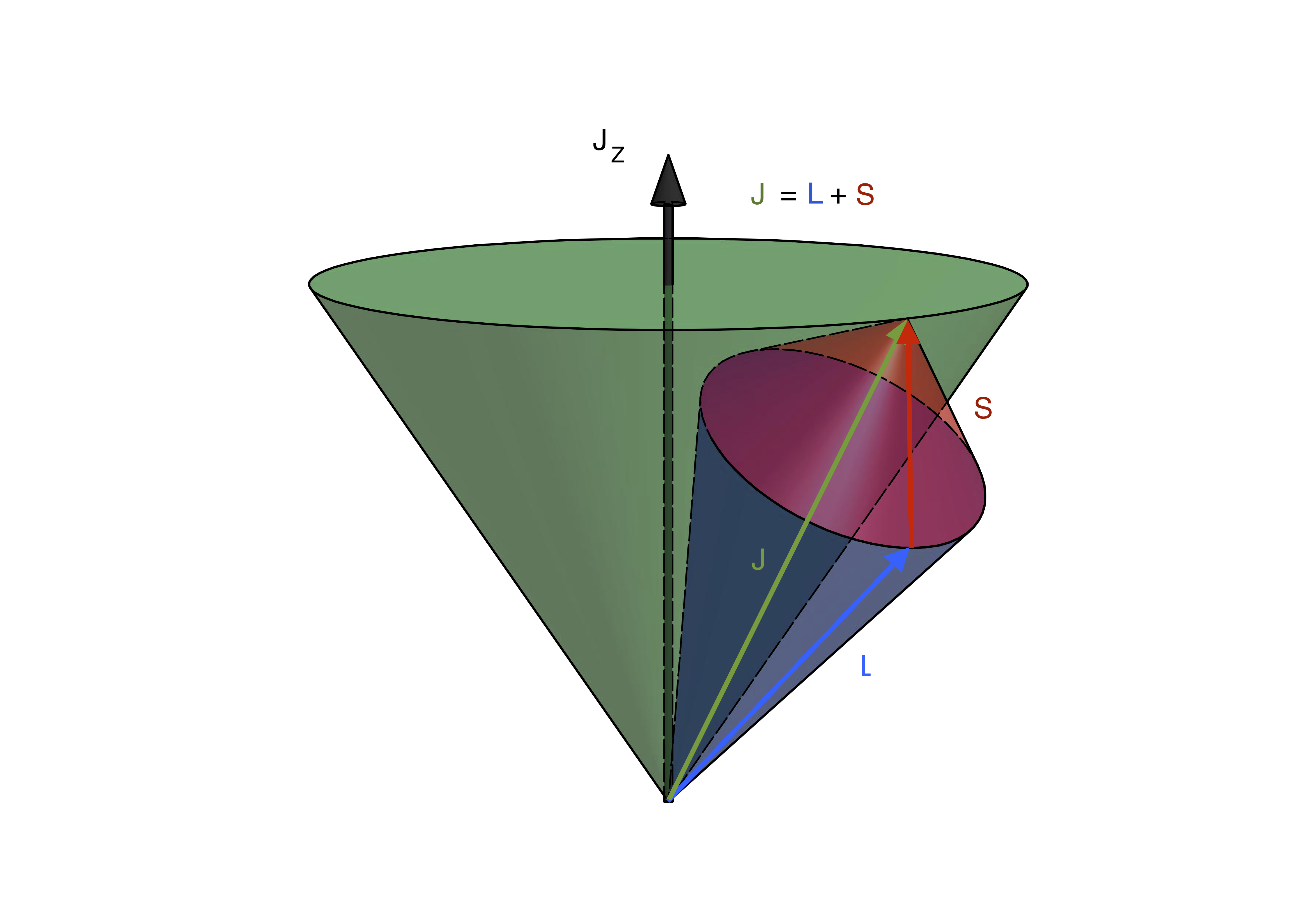
«Векторные конусы» полного углового момента J (зелёный), орбитального L (синий) и спина S (красный). Конусы возникают из-за квантовой неопределённости между измеряемыми компонентами углового момента.

В квантовой механике угловой момент может относиться к одной из трёх связанных между собой величин.

### Орбитальный угловой момент
Классическое определение углового момента: {\displaystyle \mathbf {L} =\mathbf {r} \times \mathbf {p} \,.} Квантово-механические аналоги этого определения имеют те же отношения
{\displaystyle \mathbf {L} =\mathbf {r} \times \mathbf {p} \,,}
где r — квантовый оператор положения, p — квантовый оператор импульса, × обозначает векторное произведение, а L — оператор орбитального углового момента. L (точно так же, как p и r) является векторным оператором (вектором, компоненты которого являются операторами), то есть {\displaystyle \mathbf {L} =\left(L_{x},L_{y},L_{z}\right)\,,} где Lx, Ly, Lz — три различных квантово-механических оператора.
В частном случае одиночной частицы без электрического заряда и спина оператор орбитального углового момента можно записать в координатном базисе в виде
{\displaystyle \mathbf {L} =-i\hbar (\mathbf {r} \times \nabla )\,,}
где ∇ — векторный дифференциальный оператор набла.

### Спиновый угловой момент
Существует ещё один тип углового момента, называемый спиновым угловым моментом (чаще сокращается до спина), представленный спиновым оператором {\displaystyle \mathbf {S} =\left(S_{x},S_{y},S_{z}\right)\,.} Спин часто изображают как частицу, буквально вращающуюся вокруг оси, но это лишь метафора: ближайший классический аналог основан на циркуляции энергии в электронной волне. Все элементарные частицы имеют характерный спин (скалярные бозоны имеют нулевой спин). Например, электроны всегда имеют «спин 1/2», а фотоны всегда имеют «спин 1» (ниже).

### Полный угловой момент
Наконец, можно ввести полный угловой момент {\displaystyle \mathbf {J} =\left(J_{x},J_{y},J_{z}\right)\,,} который объединяет как спиновый, так и орбитальный угловые моменты частицы или системы
{\displaystyle \mathbf {J} =\mathbf {L} +\mathbf {S} .}
Сохранение углового момента утверждает, что J для замкнутой системы или J для всей Вселенной сохраняется. Однако вклады L и S обычно не сохраняются. Например, спин-орбитальное взаимодействие позволяет угловому моменту передаваться между L и S, сохраняя общее значение J постоянным.

## Коммутационные соотношения

### Коммутационные соотношения между компонентами
Оператор орбитального углового момента является векторным оператором, что означает, что его можно записать в терминах его векторных компонентов. {\displaystyle \mathbf {L} =\left(L_{x},L_{y},L_{z}\right)\,.} Компоненты подчиняются между собой следующим коммутационным соотношениям
{\displaystyle \left[L_{x},L_{y}\right]=i\hbar L_{z}\,,\,\left[L_{y},L_{z}\right]=i\hbar L_{x}\,,\,\left[L_{z},L_{x}\right]=i\hbar L_{y}\,,}где [, ] обозначает коммутатор.
{\displaystyle [X,Y]\equiv XY-YX\,.}
В общем случае это можно записать как
{\displaystyle \left[L_{l},L_{m}\right]=i\hbar \sum _{n=1}^{3}\varepsilon _{lmn}L_{n}\,,}где l, m, n — индексы компонент (1 для x, 2 для y, 3 для z), а εlmn обозначает символ Леви-Чивиты.
Также возможно компактное выражение в виде одного векторного уравнения
{\displaystyle \mathbf {L} \times \mathbf {L} =i\hbar \mathbf {L} \,.}
Коммутационные соотношения можно доказать используя прямое следствие канонических коммутационных соотношений {\displaystyle [x_{l},p_{m}]=i\hbar \delta _{lm}\,,} где δlm — дельта Кронекера.
Аналогичное соотношение существует и в классической физике
{\displaystyle \left\{L_{i},L_{j}\right\}=\varepsilon _{ijk}L_{k}\,,}
где Ln — компонента классического оператора углового момента, а {\displaystyle \{,\}} обозначает скобку Пуассона.
Те же коммутационные соотношения применяются для других операторов углового момента (спина и полного углового момента)
{\displaystyle \left[S_{l},S_{m}\right]=i\hbar \sum _{n=1}^{3}\varepsilon _{lmn}S_{n},\quad \left[J_{l},J_{m}\right]=i\hbar \sum _{n=1}^{3}\varepsilon _{lmn}J_{n}\,.}
Можно предположить, что они выполняются по аналогии с L. В качестве альтернативы они могут быть получены, как описано ниже.
Эти коммутационные соотношения означают, что L имеет математическую структуру алгебры Ли, а εlmn являются её структурными константами. В этом случае алгеброй Ли является SU (2) или SO (3) в физических обозначениях ({\displaystyle \operatorname {su} (2)} или {\displaystyle \operatorname {so} (3)} соответственно в математической нотации), то есть алгебра Ли, связанная с вращениями в трёх измерениях. То же самое верно для J и S. Причина обсуждается ниже. Эти коммутационные соотношения относятся к измерению и неопределённости, как обсуждается далее.
В молекулах полный угловой момент F представляет собой сумму ровибронного (колебательно-вращательного) углового момента N, спинового момента электрона S и ядерного спинового момента I. Для электронных синглетных состояний ровибронный угловой момент обозначается J, а не N. Как доказал Ван Флек, компоненты молекулярного ровибронного углового момента, относящиеся к неподвижным осям молекулы, имеют коммутационные соотношения, отличные от приведённых выше, которые относятся к компонентам, связанным с осями, закреплёнными в пространстве.

### Коммутационные соотношения, включающие векторную величину
Как и любой вектор, квадрат величины можно определить для оператора орбитального углового момента
{\displaystyle L^{2}\equiv L_{x}^{2}+L_{y}^{2}+L_{z}^{2}\,.}{\displaystyle L^{2}}
 — ещё один квантовый оператор. Он коммутирует с компонентами {\displaystyle \mathbf {L} \,,}
{\displaystyle \left[L^{2},L_{x}\right]=\left[L^{2},L_{y}\right]=\left[L^{2},L_{z}\right]=0\,.}
Один из способов доказать, что эти операторы коммутируют, состоит в том, чтобы начать с коммутационных соотношений [ Lℓ, Lm ] в предыдущем разделе:
{\displaystyle {\begin{aligned}\left[L^{2},L_{x}\right]&=\left[L_{x}^{2},L_{x}\right]+\left[L_{y}^{2},L_{x}\right]+\left[L_{z}^{2},L_{x}\right]\\&=L_{y}\left[L_{y},L_{x}\right]+\left[L_{y},L_{x}\right]L_{y}+L_{z}\left[L_{z},L_{x}\right]+\left[L_{z},L_{x}\right]L_{z}\\&=L_{y}\left(-i\hbar L_{z}\right)+\left(-i\hbar L_{z}\right)L_{y}+L_{z}\left(i\hbar L_{y}\right)+\left(i\hbar L_{y}\right)L_{z}\\&=0\end{aligned}}}
Математически, {\displaystyle L^{2}} является инвариантом Казимира алгебры Ли SO(3), натянутой на {\displaystyle \mathbf {L} }.
Как и выше, аналогичное соотношение выполняется в классической физике
{\displaystyle \left\{L^{2},L_{x}\right\}=\left\{L^{2},L_{y}\right\}=\left\{L^{2},L_{z}\right\}=0\,,}
где {\displaystyle L_{i}} — компонента классического оператора углового момента, и {\displaystyle \{,\}} обозначает скобку Пуассона.
В квантовом случае, те же коммутационные соотношения применимы и к другим операторам углового момента (спиновому и полному угловым моментам)
{\displaystyle {\begin{aligned}\left[S^{2},S_{i}\right]&=0\,,\\\left[J^{2},J_{i}\right]&=0\,.\end{aligned}}}

### Принцип неопределённости
В квантовой механике, когда две наблюдаемые не коммутируют, их называют дополнительными наблюдаемыми. Две взаимодополняющие наблюдаемые не могут быть измерены одновременно; вместо этого они удовлетворяют принципу неопределённости. Чем точнее известна одна наблюдаемая, тем менее точно может быть определена другая в тот же момент времени. Точно так же, как существует принцип неопределённости, касающийся координаты и импульса, существуют принципы неопределённости для компонент углового момента.
Соотношение Робертсона — Шредингера даёт следующий принцип неопределённости
{\displaystyle \sigma _{L_{x}}\sigma _{L_{y}}\geq {\frac {\hbar }{2}}\left|\langle L_{z}\rangle \right|\,,}
где {\displaystyle \sigma _{X}} — стандартное отклонение измеренных значений X и {\displaystyle \langle X\rangle } обозначает ожидаемая величина для X. Это неравенство также верно, если x, y, z переставить местами или если L заменить на J или S.
Следовательно, две ортогональные составляющие углового момента (например, Lx и Ly) являются дополнительными и не могут быть одновременно известны или измерены, за исключением особых случаев, таких как {\displaystyle L_{x}=L_{y}=L_{z}=0\,.}
Однако возможно одновременное измерение или определение оператора L2 и любой компоненты L; например, L2 и Lz, что часто бывает полезно. Их значения характеризуются азимутальным квантовым числом (l) и магнитным квантовым числом (m). В этом случае квантовое состояние системы является одновременным собственным состоянием операторов L2 и Lz, но не Lx или Ly. Собственные значения связаны с l и m, как показано в таблице ниже.

## Квантование
В квантовой механике угловой момент квантуется — то есть он не может принимать производные значения, а только дискретные между определёнными допустимыми значениями. Для любой системы действуют следующие ограничения на результаты измерений, где {\displaystyle \hbar } приведённая постоянная Планка:
| Измеримая величина…   | Принимаемые значения                                                                                     | Примечания |
| --------------------- | --- | --- |
| {\displaystyle L^{2}} | {\displaystyle \hbar ^{2}\ell (\ell +1)}, где {\displaystyle \ell =0,1,2,\ldots }                        | {\displaystyle \ell } называют азимутальным квантовым числом или орбитальным квантовым числом. |
| {\displaystyle L_{z}} | {\displaystyle \hbar m_{\ell }}, где {\displaystyle m_{\ell }=-\ell ,(-\ell +1),\ldots ,(\ell -1),\ell } | {\displaystyle m_{\ell }} называют магнитным квантовым числом. Это же правило квантования справедливо для любого компонента {\displaystyle \mathbf {L} }; например, {\displaystyle L_{x}\,or\,L_{y}}. Это правило иногда называют «пространственным квантованием». |

В этой стоячей волне на круглой струне окружность разбита ровно на 8 длин волн. Подобная стоячая волна может иметь 0, 1, 2 или любое целое число длин волн распределённых по окружности, но не может иметь нецелое число длин волн, например 8,3. В квантовой механике угловой момент квантуется по той же причине.

| {\displaystyle S^{2}} | {\displaystyle \hbar ^{2}s(s+1)}, где {\displaystyle s=0,{\tfrac {1}{2}},1,{\tfrac {3}{2}},\ldots }      | s называется спиновым квантовым числом или просто спином. Например, частице со спином ½ соответствует s = ½. |
| {\displaystyle S_{z}} | {\displaystyle \hbar m_{s}}, где {\displaystyle m_{s}=-s,(-s+1),\ldots ,(s-1),s}                         | {\displaystyle m_{s}} иногда называют «квантовым числом проекции спина». Это же правило квантования справедливо для любого компонента {\displaystyle \mathbf {S} }; например, {\displaystyle S_{x}\,or\,S_{y}}.                                                    |
| {\displaystyle J^{2}} | {\displaystyle \hbar ^{2}j(j+1)}, где {\displaystyle j=0,{\tfrac {1}{2}},1,{\tfrac {3}{2}},\ldots }      | j называют квантовым числом полного углового момента. |
| {\displaystyle J_{z}} | {\displaystyle \hbar m_{j}}, где {\displaystyle m_{j}=-j,(-j+1),\ldots ,(j-1),j}                         | {\displaystyle m_{j}} называют квантовым числом проекции полного углового момента. Это же правило квантования справедливо для любого компонента {\displaystyle \mathbf {J} }; например, {\displaystyle J_{x}\,or\,J_{y}}.                                          |

### Вывод с использованием лестничных операторов
Для вывода правил квантования, описанных выше, распространённым способом является метод лестничных операторов. Лестничные операторы для полного углового момента {\displaystyle \mathbf {J} =\left(J_{x},J_{y},J_{z}\right)} определяются как
{\displaystyle {\begin{aligned}J_{+}&\equiv J_{x}+iJ_{y}\,,\\J_{-}&\equiv J_{x}-iJ_{y}\,.\end{aligned}}}
Предполагая, что {\displaystyle |\psi \rangle } является одновременным собственным состоянием операторов {\displaystyle J^{2}} и {\displaystyle J_{z}} (то есть состоянием с определённым значением {\displaystyle J^{2}} и определённое значением {\displaystyle J_{z}}). Тогда, используя коммутационные соотношения для компонент {\displaystyle \mathbf {J} }, можно доказать, что каждое из состояний {\displaystyle J_{+}|\psi \rangle } и {\displaystyle J_{-}|\psi \rangle } является либо нулём, либо одновременным собственным состоянием {\displaystyle J^{2}} и {\displaystyle J_{z}}, с тем же значением, что и {\displaystyle |\psi \rangle } для {\displaystyle J^{2}}, но со значениями для {\displaystyle J_{z}}, которые увеличиваются или уменьшаются на {\displaystyle \hbar } соответственно. Результат равен нулю, если в противном случае использование лестничного оператора привело бы к состоянию со значением для {\displaystyle J_{z}}, то есть вне допустимого диапазона значений. Таким образом, используя лестничные операторы, можно найти возможные значения и квантовые числа для операторов {\displaystyle J^{2}} и {\displaystyle J_{z}}.
 
Пусть {\displaystyle \psi ({J^{2}}'J_{z}')} будет функцией состояния для системы с собственным значением {\displaystyle {J^{2}}'} для {\displaystyle J^{2}} и собственным значением {\displaystyle J_{z}'} для {\displaystyle J_{z}}.
Из {\displaystyle J^{2}=J_{x}^{2}+J_{y}^{2}+J_{z}^{2}} получается,
{\displaystyle J_{x}^{2}+J_{y}^{2}=J^{2}-J_{z}^{2}\,.}
Применяя обе части приведённого выше уравнения к {\displaystyle \psi ({J^{2}}'J_{z}')\,,}
{\displaystyle (J_{x}^{2}+J_{y}^{2})\;\psi ({J^{2}}'J_{z}')=({J^{2}}'-J_{z}'^{2})\;\psi ({J^{2}}'J_{z}')\,.}
Поскольку {\displaystyle J_{x}} и {\displaystyle J_{y}} являются реальными наблюдаемыми, {\displaystyle {J^{2}}'-J_{z}'^{2}} не является отрицательным и {\textstyle |J_{z}'|\leq {\sqrt {{J^{2}}'}}\,.} Таким образом, {\displaystyle J_{z}'} имеет верхнюю и нижнюю границы.
Два коммутационных соотношения для компонентов {\displaystyle \mathbf {J} } таковы:
{\displaystyle [J_{y},J_{z}]=i\hbar J_{x},\;\;[J_{z},J_{x}]=i\hbar J_{y}\,.}
Их можно объединить, чтобы получить два уравнения, которые записываются вместе с использованием знаков {\displaystyle \pm } в следующем выражении:
{\displaystyle J_{z}(J_{x}\pm iJ_{y})=(J_{x}\pm iJ_{y})(J_{z}\pm \hbar )\,,}
где в одном из уравнений используются знаки {\displaystyle +}, а в другом — знаки {\displaystyle -}.
Применяя обе части вышеприведенного к {\displaystyle \psi ({J^{2}}'J_{z}')\,,}
{\displaystyle {\begin{aligned}J_{z}(J_{x}\pm iJ_{y})\;\psi ({J^{2}}'J_{z}')&=(J_{x}\pm iJ_{y})(J_{z}\pm \hbar )\;\psi ({J^{2}}'J_{z}')\\&=(J_{z}'\pm \hbar )(J_{x}\pm iJ_{y})\;\psi ({J^{2}}'J_{z}')\;\,.\\\end{aligned}}}
Вышеприведённое показывает, что {\displaystyle (J_{x}\pm iJ_{y})\;\psi ({J^{2}}'J_{z}')} являются двумя собственными функциями {\displaystyle J_{z}} с соответствующими собственными значениями {\displaystyle {J_{z}}'\pm \hbar \,,} если только одна из функций не равна нулю, и в этом случае она не является собственной функцией. Для функций, не равных нулю,
{\displaystyle \psi ({J^{2}}'J_{z}'\pm \hbar )=(J_{x}\pm iJ_{y})\;\psi ({J^{2}}'J_{z}')\,.}
Дальнейшие собственные функции {\displaystyle J_{z}} и соответствующие собственные значения могут быть найдены повторным применением {\displaystyle J_{x}\pm iJ_{y}} до тех пор, пока величина результирующего собственного значения равна {\displaystyle \leq {\sqrt {{J^{2}}'}}\,.}
Поскольку собственные значения {\displaystyle J_{z}} ограничены, пусть {\displaystyle J_{z}^{0}} будет наименьшим собственным значением, а {\displaystyle J_{z}^{1}} — наибольшим. Затем
{\displaystyle (J_{x}-iJ_{y})\;\psi ({J^{2}}'J_{z}^{0})=0} и
{\displaystyle (J_{x}+iJ_{y})\;\psi ({J^{2}}'J_{z}^{1})=0\,,}
поскольку нет состояний, в которых собственное значение {\displaystyle J_{z}} равно {\displaystyle <J_{z}^{0}} или {\displaystyle >J_{z}^{1}\,.} Применяя {\displaystyle (J_{x}+iJ_{y})} к первому уравнению, {\displaystyle (J_{x}-iJ_{y})} ко второму и используя {\displaystyle J_{x}^{2}+J_{y}^{2}=J^{2}-J_{z}^{2}\,,} можно показать, что
{\displaystyle {J^{2}}'-(J_{z}^{0})^{2}+\hbar J_{z}^{0}=0} и
{\displaystyle {J^{2}}'-(J_{z}^{1})^{2}-\hbar J_{z}^{1}=0\,.}
Вычитая первое уравнение из второго и переставляя,
{\displaystyle (J_{z}^{1}+J_{z}^{0})(J_{z}^{0}-J_{z}^{1}-\hbar )=0\,.}
Поскольку {\displaystyle J_{z}^{1}\geq J_{z}^{0}\,,} то второй множитель отрицательный. Тогда первый множитель должен быть равен нулю и, таким образом, {\displaystyle J_{z}^{0}=-J_{z}^{1}\,.}
Разница {\displaystyle J_{z}^{1}-J_{z}^{0}} происходит от последовательного применения {\displaystyle J_{x}-iJ_{y}} или {\displaystyle J_{x}+iJ_{y}\,,} которые понижают или повышают собственное значение {\displaystyle J_{z}} на {\displaystyle \hbar \,,} так что,
{\displaystyle J_{z}^{1}-J_{z}^{0}=0,\hbar ,2\hbar ,\dots }
Пусть
{\displaystyle J_{z}^{1}-J_{z}^{0}=2j\hbar \,,} где {\displaystyle j=0,{\tfrac {1}{2}},1,{\tfrac {3}{2}},\dots \;.}
Затем, используя {\displaystyle J_{z}^{0}=-J_{z}^{1}} и приведенное выше,
{\displaystyle J_{z}^{0}=-j\hbar } и {\displaystyle J_{z}^{1}=j\hbar \,,}
а допустимые собственные значения {\displaystyle J_{z}} равны
{\displaystyle J_{z}'=-j\hbar ,-j\hbar +\hbar ,-j\hbar +2\hbar ,\dots ,j\hbar \,.}
Выражая {\displaystyle J_{z}'} через квантовое число {\displaystyle m_{j}\;} и подставляя {\displaystyle J_{z}^{0}=-j\hbar } в {\displaystyle {J^{2}}'-(J_{z}^{0})^{2}+\hbar J_{z}^{0}=0} из приведенного выше,
| {\displaystyle {\begin{aligned}J_{z}'&=m_{j}\hbar &m_{j}&=-j,-j+1,-j+2,\dots ,j\\{J^{2}}'&=j(j+1)\hbar ^{2}&j&=0,{\tfrac {1}{2}},1,{\tfrac {3}{2}},\dots \;.\end{aligned}}} |
Поскольку {\displaystyle \mathbf {S} } и {\displaystyle \mathbf {L} } подчиняется тем же коммутационным соотношениям, что и {\displaystyle \mathbf {J} }, то к ним можно применить тот же лестничный анализ, за исключением того, что для {\displaystyle \mathbf {L} } существует ещё одно ограничение на квантовые числа: они должны быть целыми числами.

### Визуальная интерпретация

Иллюстрация векторной модели для орбитального углового момента.

Операторы угловых моментов нельзя изобразить в виде векторов, как в классической механике. Тем не менее, принято эвристически изображать их следующим образом. Справа изображён набор состояний с квантовыми числами {\displaystyle \ell =2}, и {\displaystyle m_{\ell }=-2,-1,0,1,2} для пяти конусов снизу вверх. При {\displaystyle |L|={\sqrt {L^{2}}}=\hbar {\sqrt {6}}}, все векторы показаны с длиной {\displaystyle \hbar {\sqrt {6}}}. Кольца означают, что {\displaystyle L_{z}} известно точно, но {\displaystyle L_{x}} и {\displaystyle L_{y}} неизвестны; поэтому каждый классический вектор с соответствующей длиной и z-компонентой изображается в виде конуса. Ожидаемое значение углового момента для данного ансамбля систем в квантовом состоянии, характеризуемом квантовыми числами {\displaystyle \ell } и {\displaystyle m_{\ell }} может находиться где-то на этом конусе, в то время как для отдельной системы их нельзя определить (поскольку компоненты {\displaystyle L} не пересекаются друг с другом).

### Квантование в макроскопических системах
Считается, что правила квантования верны даже для макроскопических систем, таких как угловой момент L вращающейся шины. Однако ожидаемый эффект чрезвычайно мал. Например, если {\displaystyle L_{z}/\hbar } составляет примерно 100000000, по существу не имеет значения, является ли точное значение целым числом, например 100000000 или 100000001, или нецелым числом, например 100000000,2 — дискретные шаги в настоящее время слишком малы для измерения.

## Угловой момент как генератор вращений
Наиболее общее и фундаментальное определение углового момента как генератора вращения. Если обозначить оператором вращения как {\displaystyle R({\hat {n}},\phi )}, который вращает любое квантовое состояние вокруг оси {\displaystyle {\hat {n}}} на угол {\displaystyle \phi }, то при {\displaystyle \phi \rightarrow 0} оператор {\displaystyle R({\hat {n}},\phi )} приближается к тождественному оператору, потому что поворот на 0° отображает все состояния в самих себя. Тогда оператор углового момента {\displaystyle J_{\hat {n}}} вокруг оси {\displaystyle {\hat {n}}} определяется как
{\displaystyle J_{\hat {n}}\equiv i\hbar \lim _{\phi \rightarrow 0}{\frac {R\left({\hat {n}},\phi \right)-1}{\phi }}=\left.i\hbar {\frac {\partial R\left({\hat {n}},\phi \right)}{\partial \phi }}\right|_{\phi =0}\,,}
где 1 — тождественный оператор. Здесь R является аддитивным морфизмом: {\displaystyle R\left({\hat {n}},\phi _{1}+\phi _{2}\right)=R\left({\hat {n}},\phi _{1}\right)R\left({\hat {n}},\phi _{2}\right)}; как следствие
{\displaystyle R\left({\hat {n}},\phi \right)=\exp \left(-{\frac {i\phi J_{\hat {n}}}{\hbar }}\right)\,,}
где exp — матричная экспонента.
Оператор полного углового момента характеризует, как квантовая система изменяется при её вращении. Связь между операторами углового момента и операторами вращения такая же, как связь между алгебрами Ли и группами Ли в математике, как обсуждается ниже.
1. Оператор R, связанный с J, вращает всю систему.
2. Оператор Rspatial, связанный с L, вращает положения частиц без изменения их внутренних спиновых состояний.
3. Оператор Rinternal, связанный с S, вращает внутренние спиновые состояния частиц, не изменяя их положения.

Различные типы операторов вращения. Верхний прямоугольник показывает две частицы со спиновыми состояниями, схематически обозначенными стрелками.

Точно так же, как J является генератором для операторов вращения, L и S являются генераторами для модифицированных операторов частичного вращения. Оператор
{\displaystyle R_{\text{spatial}}\left({\hat {n}},\phi \right)=\exp \left(-{\frac {i\phi L_{\hat {n}}}{\hbar }}\right)}
вращает положение (в координатном пространстве) всех частиц и полей, не вращая внутреннее (спиновое) состояние какой-либо частицы. Аналогично, оператор
{\displaystyle R_{\text{internal}}\left({\hat {n}},\phi \right)=\exp \left(-{\frac {i\phi S_{\hat {n}}}{\hbar }}\right)}
вращает внутреннее (спиновое) состояние всех частиц, не изменяя положение частиц или полей в пространстве. Соотношение J = L + S следует из
{\displaystyle R\left({\hat {n}},\phi \right)=R_{\text{internal}}\left({\hat {n}},\phi \right)R_{\text{spatial}}\left({\hat {n}},\phi \right)\,,}
то есть если координатная система повернута, а затем повёрнуты внутренние состояния, то в целом вся система также повёрнута.

### SU(2), SO(3) и повороты на 360°
Хотя можно было бы ожидать {\displaystyle R\left({\hat {n}},360^{\circ }\right)=1} (поворот на 360° является тождественным оператором), это не предполагается в квантовой механике, и оказывается, что это часто неверно: когда квантовое число полного углового момента является полуцелым (1/2, 3/2, и так далее), {\displaystyle R\left({\hat {n}},360^{\circ }\right)=-1}, а когда это целое число, {\displaystyle R\left({\hat {n}},360^{\circ }\right)=+1}. Математически структура вращений во Вселенной не является SO(3) группой трёхмерных вращений в классической механике. Вместо этого это SU(2), которая идентична SO(3) для небольших поворотов, но где поворот на 360° математически отличается от поворота на 0°. Поворот на 720° аналогичен повороту на 0°.
С другой стороны, {\displaystyle R_{\text{spatial}}\left({\hat {n}},360^{\circ }\right)=+1} при любых обстоятельствах, потому что вращение пространственной конфигурации на 360° равносильно полному отсутствию вращения. Это отличается от вращения на 360° внутреннего (спинового) состояния частицы, которое может быть, а может и не совпадать с полным отсутствием вращения. Другими словами, {\displaystyle R_{\text{spatial}}} операторы имеют структуру SO(3), а {\displaystyle R} и {\displaystyle R_{\text{internal}}} несут структуру SU(2).
Из уравнения {\displaystyle +1=R_{\text{spatial}}\left({\hat {z}},360^{\circ }\right)=\exp \left(-2\pi iL_{z}/\hbar \right)}, можно выбрать собственное состояние {\displaystyle L_{z}|\psi \rangle =m\hbar |\psi \rangle } и соответственно
{\displaystyle e^{-2\pi im}=1\,,}
то есть квантовые числа орбитального углового момента могут принимать только целые, а не полуцелые значения.

### Связь с теорией представлений
Начиная с определённого квантового состояния {\displaystyle |\psi _{0}\rangle }, рассмотрим множество состояний {\displaystyle R\left({\hat {n}},\phi \right)\left|\psi _{0}\right\rangle } для всех возможных {\displaystyle {\hat {n}}} и {\displaystyle \phi }, то есть множество состояний, возникающих при вращении начального состояния всеми возможными способами. Линейные комбинации этого набора задают собой векторное пространство, и поэтому способ, которым операторы вращения отображают одно состояние в другое, является представлением группы операторов вращения.
Когда операторы вращения действуют на квантовые состояния, они формируют представление группы Ли SU (2) (для R и Rinternal) или SO (3) (для Rspatial).
Из связи между J и операторами вращения
Когда операторы углового момента действуют на квантовые состояния, они образуют представление алгебры Ли. {\displaystyle {\mathfrak {su}}(2)} или {\displaystyle {\mathfrak {so}}(3)}.
Алгебры Ли групп SU(2) и SO(3) идентичны.
Приведённый выше вывод на основе лестничных операторов — это метод классификации представлений алгебры Ли SU(2).

### Связь с коммутационными соотношениями
Классические повороты не коммутируют друг с другом: например, поворот на 1° вокруг оси x, а затем на 1° вокруг оси y даёт несколько иной общий поворот, чем поворот на 1° вокруг оси y, а затем на 1° вокруг оси x. Тщательно анализируя эту некоммутативность, можно вывести коммутационные соотношения для операторов углового момента.

## Сохранение углового момента
Гамильтониан H представляет собой энергию системы и определяет её динамику. В сферически-симметричной ситуации гамильтониан инвариантен относительно вращений
{\displaystyle RHR^{-1}=H\,,}
где R — оператор вращения. Как следствие, {\displaystyle [H,R]=0}, а потом {\displaystyle [H,\mathbf {J} ]=\mathbf {0} } из-за соотношения между операторами J и R. По теореме Эренфеста следует, что J сохраняется.
Подводя итог, если H вращательно-инвариантен (сферически симметричен), то полный угловой момент J сохраняется, что следует из теоремы Нётер.
Если H является просто гамильтонианом для одной частицы, полный угловой момент этой частицы сохраняется, когда частица находится в центральном потенциале (то есть когда функция потенциальной энергии зависит только от {\displaystyle \left|\mathbf {r} \right|}). В качестве альтернативы H может быть гамильтонианом всех частиц и полей во Вселенной, и тогда H всегда вращательно-инвариантен, поскольку фундаментальные законы физики Вселенной одинаковы независимо от ориентации. Это является основанием для того, чтобы сказать, что сохранение углового момента является общим принципом физики.
Для частицы без спина J = L, поэтому орбитальный угловой момент сохраняется при тех же обстоятельствах. Когда спин отличен от нуля, спин-орбитальное взаимодействие позволяет угловому моменту передаваться от L к S и обратно. Следовательно, L сам по себе не сохраняется.

## Взаимодействие угловых моментов
Часто два или более видов углового момента взаимодействуют друг с другом, так что угловой момент может передаваться от одного к другому. Например, при спин-орбитальном взаимодействии угловой момент может передаваться между L и S, но сохраняется только полный угловой момент J = L + S. В другом примере в атоме с двумя электронами каждый имеет свой угловой момент J1 и J2, но сохраняется только суммарный угловой момент J = J1 + J2.
В таких ситуациях часто бывает полезно знать взаимосвязь, с одной стороны, между состояниями, в которых {\displaystyle \left(J_{1}\right)_{z},\left(J_{1}\right)^{2},\left(J_{2}\right)_{z},\left(J_{2}\right)^{2}} имеют определённые значения, а с другой стороны, состояниями, в которых {\displaystyle \left(J_{1}\right)^{2},\left(J_{2}\right)^{2},J^{2},J_{z}} имеют определённые значения, так как последние четыре обычно сохраняются (константы движения). Процедура перехода между этими базисами заключается в использовании коэффициентов Клебша — Гордана.
Из них следует одним из важных результатов, что связь между квантовыми числами для {\displaystyle \left(J_{1}\right)^{2},\left(J_{2}\right)^{2},J^{2}} задаётся в виде
{\displaystyle j\in \left\{\left|j_{1}-j_{2}\right|,\left(\left|j_{1}-j_{2}\right|+1\right),\ldots ,\left(j_{1}+j_{2}\right)\right\}\,.}
Для атома или молекулы с J = L + S спектральный терм даёт квантовые числа, связанные с операторами {\displaystyle L^{2},S^{2},J^{2}}.

## Орбитальный угловой момент в сферических координатах
Операторы углового момента обычно возникают при решении задачи со сферической симметрией в сферических координатах. Угловой момент в пространственном представлении равен
{\displaystyle {\begin{aligned}\mathbf {L} &=i\hbar \left({\frac {\hat {\boldsymbol {\theta }}}{\sin(\theta )}}{\frac {\partial }{\partial \phi }}-{\hat {\boldsymbol {\phi }}}{\frac {\partial }{\partial \theta }}\right)\\&=i\hbar \left({\hat {\mathbf {x} }}\left(\sin(\phi ){\frac {\partial }{\partial \theta }}+\cot(\theta )\cos(\phi ){\frac {\partial }{\partial \phi }}\right)+{\hat {\mathbf {y} }}\left(-\cos(\phi ){\frac {\partial }{\partial \theta }}+\cot(\theta )\sin(\phi ){\frac {\partial }{\partial \phi }}\right)-{\hat {\mathbf {z} }}{\frac {\partial }{\partial \phi }}\right)\\L_{+}&=\hbar e^{i\phi }\left({\frac {\partial }{\partial \theta }}+i\cot(\theta ){\frac {\partial }{\partial \phi }}\right),\\L_{-}&=\hbar e^{-i\phi }\left(-{\frac {\partial }{\partial \theta }}+i\cot(\theta ){\frac {\partial }{\partial \phi }}\right),\\L^{2}&=-\hbar ^{2}\left({\frac {1}{\sin(\theta )}}{\frac {\partial }{\partial \theta }}\left(\sin(\theta ){\frac {\partial }{\partial \theta }}\right)+{\frac {1}{\sin ^{2}(\theta )}}{\frac {\partial ^{2}}{\partial \phi ^{2}}}\right),\\L_{z}&=-i\hbar {\frac {\partial }{\partial \phi }}\,.\end{aligned}}}
В сферических координатах угловую часть оператора Лапласа можно выразить угловым моментом. Это приводит к соотношению
{\displaystyle \Delta ={\frac {1}{r^{2}}}{\frac {\partial }{\partial r}}\left(r^{2}\,{\frac {\partial }{\partial r}}\right)-{\frac {L^{2}}{\hbar ^{2}r^{2}}}\,.}При решении найти собственные состояния оператора {\displaystyle L^{2}}, получается следующее выражение
{\displaystyle {\begin{aligned}L^{2}|l,m\rangle &=\hbar ^{2}l(l+1)|l,m\rangle \,,\\L_{z}|l,m\rangle &=\hbar m|l,m\rangle \,,\end{aligned}}}
где
{\displaystyle \left\langle \theta ,\phi |l,m\right\rangle =Y_{l,m}(\theta ,\phi )}- сферические гармоники.